# Горбунов, Валерий Федорович
Валерий Федорович Горбунов (1 июня 1926 года, д. Артемковская, Вельский уезд, Вологодская губерния — 1 июня 2013 года, Кемерово, Российская Федерация) – специалист в области горной техники, доктор технических наук, профессор, бывший заведующий кафедрой горных машин и рудничного транспорта Томского политехнического университета. Заслуженный деятель науки и техники РСФСР (1982), член-корреспондент Российской академии естественных наук.

## Биография
Валерий Федорович Горбунов родился 1 июня 1926 года в деревне Артемовка Вельского района Архангельской области в крестьянской семье. В 1942 году, после окончания 7 классов средней школы, из-за материальных трудностей в семье оставил учебу  и стал работать учеником токаря на Анжерском машиностроительном заводе «Свет шахтера». До окончания Великой Отечественной войны работал на заводе токарем. В 1945-1949 годах учился в Анжерском горном техникуме. Окончил техникум, получив специальность «Горная электромеханика».
В 1949-1954 годах учился на горно-механическом факультете Томского политехнического института. Окончил институт по специальности «Горная электромеханика» и был оставлен на кафедре горных машин старшим лаборантом, затем — ассистентом по той же кафедры. В 1958 году окончил аспирантуру при Томском политехническом институте, подготовил кандидатскую диссертацию по теме: «Экспериментальное исследование рабочего процесса пневматических бурильных молотков». В 1958 году защитил диссертацию и получил ученую степень кандидата технических наук. После защиты диссертации работал в институте старшим преподавателем, доцентом, учил студентов по специальностям: «Горная электротехника», «Горные машины и комплексы».
В 1962-1964 годах учился в докторантуре Томского политехнического института. В 1966 году защитил докторскую диссертацию на тему: «Исследование рабочего процесса и вибрации пневматических молотков». Получил ученую степень доктора технических наук и звание профессора  кафедры «Горные машины, рудничный транспорт и горная механика».
В 1968-1971 года занимал должность декана механического (ныне машиностроительного) факультета ТПИ. В 1975 году перешел на научную работу в Кузбассе. Руководил  лабораториями нескольких НИИ (РосНИИгорноспасательного дела, КузНИИшахтстрой, Институтов горного дела СО АН СССР, угля СО РАН). Впоследствии Горбунов работал главным научным сотрудником организации АО «КузНИИшахтстрой».
Валерий Федорович Горбунов имеет около 58 авторских свидетельств и патентов на изобретения, является автором около 350 научных работ. Был научным руководителем более 50 кандидатов и восьми докторов технических наук.
Область научных интересов: машины для строительства подземных переходов, исследования работы пневматических отбойных, бурильных, клепальных и рубильных молотков, изучение вредного воздействия вибрации на организм человека и др.

## Награды и звания
- Медаль «За доблестный труд в Великой Отечественной войне 1941-1945 гг.» (1992)
- Серебряные медали ВДНХ (1961, 1979)
- Знаки «Шахтерская Слава» 1, 2, 3 ст. (1962, 1984, 1999)
- Заслуженный деятель науки и техники РСФСР (1982)
- Почётный работник угольной промышленности (2001)